# La Chapelle-Achard
La Chapelle-Achard là một xã của tỉnh Vendée trong vùng Pays de la Loire, Pháp. Xã này có diện tích 21,57 km², dân số năm 2006 là 1434 người. Xã này nằm ở khu vực có độ cao trung bình 49 mét trên mực nước biển.

## Biến động dân số
| Năm | 1962 | 1968 | 1975 | 1982 | 1990 | 1999  | 2006  |
| --- | ---- | ---- | ---- | ---- | ---- | ----- | ----- |
| Dân số | 694  | 711  | 692  | 807  | 860  | 1 009 | 1 434 |
| From the year 1962 on: No double counting—residents of multiple communes (e.g. students and military personnel) are counted only once. |      |      |      |      |      |       |       |